# Класическа борба
Класическата борба, също борба класически стил, срещано и като гръко-римска борба или френска борба, е основен стил на спортната борба.
Състезателят трябва, с помощта на определен набор от разрешени технически средства (хватки), да извади съперника от равновесие и да притисне гърба (лопатките) му към тепиха. В класическата борба, в отличие от свободната, са забранени действия с краката (захващане, спъване, подсичане), както и захващане на крака с ръце.
Класическата борба се заражда в Древна Гърция и получава развитие в Римската империя, от което получава широко разпространеното си название гръко-римска борба. Съвременният вид на гръко-римската борба е оформен във Франция в първата половина на 19 век (затова е наричана също френска борба).
От 1896 година класическата борба влиза в програмата на олимпийските игри, от 1898 г. се провеждат шампионати на Европа (европейски първенства), а от 1904 г. – шампионати на света (световни първенства).
Международната федерация по борба (на френски: Fédération Internationale des Luttes Associées, FILA – ФИЛА) е основана през 1912 година. В нея членуват над 120 страни (1997).